# Журути
Журути (порт. Juruti) — муниципалитет в Бразилии, входит в штат Пара. Составная часть мезорегиона Байшу-Амазонас. Входит в экономико-статистический микрорегион Обидус. Население составляет  47 086 человек на 2010 год. Занимает площадь 8305,454 км². Плотность населения — 5,67 чел./км².

## Демография
Согласно сведениям, собранным в ходе переписи 2010 г. Национальным институтом географии и статистики (IBGE), население муниципалитета составляет:
| Полное население                               | Полное население                               | Полное население                               | Полное население                               | 47 086 |
| ---------------------------------------------- | ---------------------------------------------- | ---------------------------------------------- | ---------------------------------------------- | ------ |
| в том числе:                                   | Городское население                            | 15 852                                         | Процент городского населения, %                | 33,67  |
|                                                | Сельское население                             | 31 234                                         | Процент сельского населения, %                 | 66,33  |
|                                                | Мужское население                              | 24 578                                         | Процент мужского населения, %                  | 52,20  |
|                                                | Женское население                              | 22 508                                         | Процент женского населения, %                  | 47,80  |
| Плотность населения, чел/км²                   | Плотность населения, чел/км²                   | Плотность населения, чел/км²                   | Плотность населения, чел/км²                   | 5,67   |
| Население муниципалитета в % к населению штата | Население муниципалитета в % к населению штата | Население муниципалитета в % к населению штата | Население муниципалитета в % к населению штата | 0,62   |

По данным оценки 2015 года население муниципалитета составляет 53 989 жителей.

## Статистика
- Валовой внутренний продукт на 2003 год составляет 68 756 602,00 реалов (данные: Бразильский институт географии и статистики).
- Валовой внутренний продукт на душу населения на 2003 год составляет 2000,25 реалов (данные: Бразильский институт географии и статистики).
- Индекс развития человеческого потенциала на 2000 год составляет 0,630 (данные: Программа развития ООН).

## Важнейшие населенные пункты
| № | Населённый пункт | Населённый пункт (порт.) | Категория | Население чел. (2010) | На карте                       |
| - | ---------------- | ------------------------ | --------- | --------------------- | ------------------------------ |
| 1 | Журути           | Juruti                   | город     | 15 852                | 2°09′36″ ю. ш. 56°05′28″ з. д. |
| 2 | Журути-Велью     | Juruti Velho             | поселок   | 1786                  | 2°23′52″ ю. ш. 56°18′19″ з. д. |
| 3 | Табатинга        | Tabatinga                | поселок   | 1002                  | 2°15′17″ ю. ш. 55°46′47″ з. д. |
| 4 | Кастаньял        | Castanhal                | поселок   | 805                   | 2°14′15″ ю. ш. 55°51′33″ з. д. |
| 5 | Маравилья        | Maravilha                | поселок   | 304                   | 2°24′02″ ю. ш. 56°13′19″ з. д. |
| 6 | Игарапе-Асу      | Igarapé Açu              | поселок   | 278                   | 2°15′53″ ю. ш. 55°50′06″ з. д. |